# Phil Barone
Phil Barone (1962?) amerikai (Chicago) aktmodell, egykor neves Playgirl-sztár. Férfias, szőrös testű machóként vált ismertté. Valós kiléte homályban maradt, jóformán csak művészneve ismert. Az 1986-os Playgirl-publikációin már nem is látható anyaszült meztelenül. Joan Rivers Late Show című erotikus műsorában is fellépett. 1987-ben az év férfijává választották.

## Modellként
- Playgirl 1987/1
- Playgirl 1986/3.